# Potorono
Potorono is een bestuurslaag in het regentschap Bantul van de provincie Jogjakarta, Indonesië. Potorono telt 12.299 inwoners (volkstelling 2010).